# 吸食大麻
吸食大麻是指將大麻磨碎後捲成大麻煙或使用烟斗、水烟筒點燃吸食，也可使用霧化器吸食。此外，還有可使用口服的方式来食用大麻，例如大麻食品。
在多數國家使用、販賣、擁有大麻屬於違法行為。但在荷蘭、捷克、美國、泰國、加拿大、墨西哥等國家，合法化大麻於近年被推進。。

## 种类

### 卷烟（joint）
比较普遍的一个做法是将大麻使用研磨器(grinder)打磨碎，之后使用卷烟纸卷制成为大麻烟卷。与香烟不同的是，大麻烟卷通常不使用棉製的过滤嘴，防止过滤掉主要成分四氢大麻酚。
大麻煙的燃燒溫度可達700攝氏度，可使其活性物質大麻素所剩無幾。
不完全燃燒會造成焦油等許多致癌物，因此這是毒性很強的吸食方法，醫生會建議採用別種方法攝取大麻，例如：口服方式。

### 水烟筒（bong）

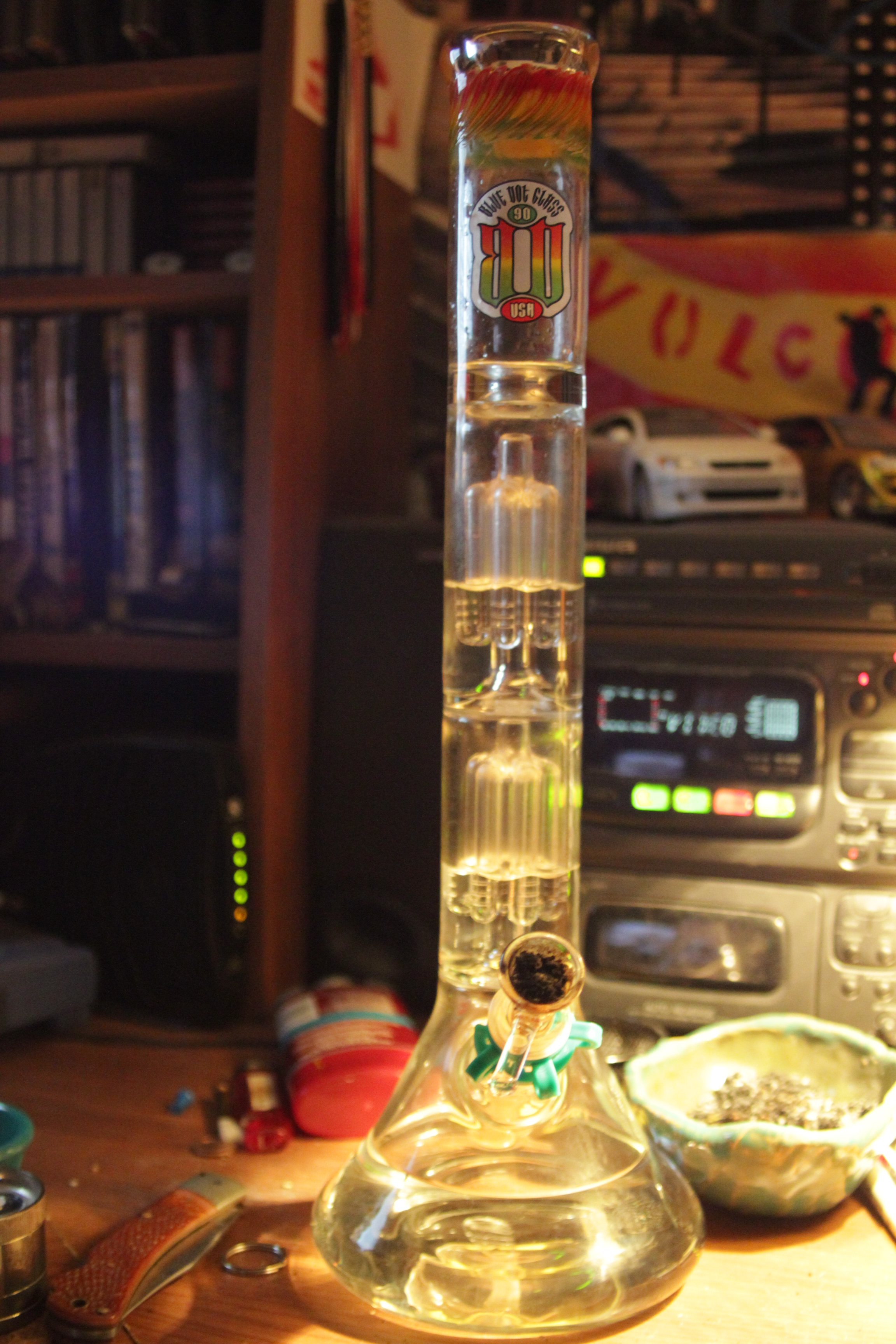
一款盛有水的玻璃bong

水烟筒（bong）是较为流行的一种吸食大麻的方法。特点是使用液体（通常是水）来过滤杂质。
由于没有多余的杂质参与燃烧，所以口感比卷烟更醇厚，效力更大。

### 食品
將大麻花碾碎，放入烤箱用100度烤40分鐘，之後放入碗加入奶油隔水加熱1小時，過濾後就是含有大麻素的奶油（green butter) 常見的大麻食品：大麻巧克力 大麻布朗尼 大麻蛋糕（space cake) ，東南亞多處旅遊勝地提供 快樂餐（融入大麻奶油製成的料理）供外國觀光客享用。

## 医疗相关
服用大麻期间，主要摄取的物质是四氢大麻酚（THC）和大麻二酚（CBD）。前者属精神活性物质，使人大脑释放多巴胺；后者不属精神活性物质，有缓解癫痫的作用。
由于四氢大麻酚会导致心理依赖，所以有些国家提炼大麻二酚供需要治疗疾病的患者使用以缓解病情。
因大麻内主要物质之一四氢大麻酚（THC）会使服用者产生欣快感、有時會有視覺的夢幻化，故被很多国家视作毒品的一种。但由于大麻相比其他经过提纯的毒品（如鸦片）或化学毒品（如冰毒），大麻是纯植物；相比烤制的香烟，其生理成瘾性又远不及常见毒品烟草和酒精，但因其有心理依賴及心理成癮的問題，故饱受争议。一些國家允許娛樂大麻，更多國家則僅允許醫療大麻。